# Drahobudice
Drahobudice är en ort i Tjeckien.   Den ligger i regionen Mellersta Böhmen, i den centrala delen av landet, 50 km öster om huvudstaden Prag. Drahobudice ligger 345 meter över havet och antalet invånare är 198.
Terrängen runt Drahobudice är lite kuperad, och sluttar norrut. Runt Drahobudice är det ganska glesbefolkat, med 23 invånare per kvadratkilometer. Närmaste större samhälle är Kolín, 13,9 km nordost om Drahobudice. Trakten runt Drahobudice består till största delen av jordbruksmark.